# Bałowne
Bałowne (ukr. Баловне) – wieś na Ukrainie, w obwodzie mikołajowskim, w rejonie mikołajowskim. W 2001 liczyła 2792 mieszkańców, wśród których 2503 jako ojczysty język wskazało ukraiński, 251 rosyjski, 20 mołdawski, 5 białoruski, 11 ormiański, a 2 inny.